# Сашо Върбанов
Сашо Върбанов (роден на 31 август 1939) е бивш български футболист, дясно крило. Един от най-изявените играчи в историята на Спартак (Плевен). Играл е също в ЦСКА (София) и Етър (Велико Търново). Общо в кариерата си има 304 мача с 87 гола в А група, както и 61 мача с 13 гола в Б група.

## Биография
Родом от плевенското село Крета, Върбанов израства в школата на Спартак (Плевен). Докато отбива военната си служба преминава в ЦСКА (София). Играе предимно за дубъла на „армейците“, като записва 1 мач в А група през сезон 1958/59, когато с отбора става шампион на България.
През 1959 г. се завръща в Спартак (Плевен). В следващите 10 години е един от най-силните футболисти на тима. Изиграва в първенството общо 236 мача и реализира 68 гола – 175 мача с 55 гола в А група и 61 мача с 13 гола в Б група.
На 30-годишна възраст преминава в новака в А група Етър (Велико Търново) през лятото на 1969 г. Играе два сезона за търновци в елитното първенство, като в този период записва 53 мача с 12 гола.
През 1971 г. отново облича екипа на Спартак (Плевен). Остава в състава до 1974 г., когато прекратява кариерата си на 35-годишна възраст. За трите сезона изиграва още 75 мача и вкарва 20 гола в А група. По този начин, заедно с първия му престой в Спартак, записва на сметката си общо 250 мача и 75 гола за плевенчани в елита. Това го нарежда на 3-то място по участия и на 2-ро по голове във вечната ранглиста на клуба.
Умира на 82-годишна възраст.

## Успехи
ЦСКА (София)
- А група –  Шампион: 1958/59